# Gonzague (film, 1923)
Pour les articles homonymes, voir Gonzague.
Pour plus de détails, voir Fiche technique et Distribution.
Gonzague est un film français muet réalisé par Henri Diamant-Berger, sorti en 1923.

## Fiche technique
- Titre original : Gonzague
- Réalisation : Henri Diamant-Berger
- Scénario d'après une œuvre originale de Pierre-Gilles Veber
- Sociétés de production : Les Films Diamant, A.G.C. - Agence Générale Cinématographique
- Pays de production :  France
- Format : Noir et blanc - 35 mm - 1,33:1 - Mono
- Date de sortie : 
  - France : 23 janvier 1923

## Distribution
- Maurice Chevalier : Gonzague et Maurice
- Nina Myral : Pierrette
- Marguerite Moreno : Madame Durand
- Georges Milton : Monsieur Durand
- Albert Préjean : la Chambotte
- Florelle
- Pierrette Madd
- Charles Martinelli
- Maud Ruby
- Louis Pré Fils
- Antoine Stacquet
- Marcel Vallée